# Incisalia
Incisalia is een geslacht van vlinders van de familie Lycaenidae.

## Soorten
- I. angustinus Westwood
- I. augustinus Westwood, 1852
- I. augustus (Kirby, 1837)
- I. doudoroffi dos Passos, 1940
- I. eryphon (Boisduval, 1852)
- I. hadros Cook & Watson, 1909
- I. henrici (Grote & Robinson, 1867)
- I. irioides (Boisduval)
- I. irus (Godart, 1823)
- I. lanoraieensis Sheppard, 1934
- I. mossii (H. Edwards, 1881)
- I. niphon (Hübner, 1823)